# Dyschirus pallipennis
Dyschirus pallipennis är en skalbaggsart som beskrevs av Thomas Say 1825. Dyschirus pallipennis ingår i släktet Dyschirus och familjen jordlöpare. Inga underarter finns listade i Catalogue of Life.